# Gruppenprozess (Psychologie)
Ein Gruppenprozess ist eine Kette aufeinander folgender Schritte, die auf Teams bezogen sind. Deshalb wird auch vom Teamprozess gesprochen. Als Arten der Gruppenprozesse sind soziale und wirtschaftliche Gruppenprozesse zu unterscheiden, die einen Untersuchungsgegenstand der Organisationspsychologie darstellen.
Die Abgrenzung eines sozialen Gruppenprozesses von der Gruppendynamik ist nicht ganz einfach. Das Wort „Prozess“ beschreibt ein Aufeinanderfolgen von Zuständen, die abhängig sind von den gegebenen Bedingungen und den wirkenden Einflüssen. Der Begriff Dynamik hingegen bezeichnet eine Kraft, die wirkt und eine Veränderung oder zumindest eine Umgestaltung des Ausgangszustandes hervorbringt. Demzufolge beschreibt das Wort Gruppenprozess die Entwicklung einer Gruppe, abhängig von den Rahmenbedingungen und sonstigen Gegebenheiten.
Der wirtschaftliche Gruppenprozess grenzt sich vom Bereichsprozess (z. B. Prozess in einer Abteilung) und vom Gesamtprozess ab, der ein gesamtes Unternehmen betrifft.

## Bedingungen und Einflüsse sozialer Gruppenprozesse
Der größte Faktor, der z. B. auf eine lernende Gruppe einwirkt, ist die Leitung der Gruppe. Diese ist beispielsweise für die Organisation der Arbeitsmittel zuständig. Der Bogen erstreckt sich dabei von funktionierenden Stiften und Papier für jedes Gruppenmitglied bis zum Beamer und der Technik allgemein. Weiterhin besteht eine wichtige Aufgabe der Gruppenleitung in der Wahrnehmung der einzelnen Teilnehmer. So sind die eher stillen Vertreter zu ermuntern und die Vorlauten ein wenig zu bremsen (vgl. Teamführung). Allgemein sollten alle Gruppenmitglieder eine gleiche Chance auf Einbringung haben, was durch die Leitung zu steuern und zu kontrollieren ist.
Auch die Ermöglichung der Zusammenarbeit und des Austausches der einzelnen Teilnehmer untereinander, die folglich zu einer Gruppe zusammenwachsen können, ist durch die Leitung zu fördern. So dienen beispielsweise Kennenlernspiele der schnellen Kontaktaufnahme zu Beginn eines Seminars und helfen, Grenzen und Hemmschwellen zu überwinden. Unterschiedliche Methoden ermöglichen eine sinnvolle und abwechslungsreiche Arbeit in der Gruppe.
Dem(der) Gruppenleiter(in) obliegt es, im richtigen Moment die richtige Methode anzuwenden und damit den Prozess entsprechend steuern zu können. Dafür sind eine fundierte Kenntnis und ein breites Repertoire an Arbeitsweisen grundlegend und unabdingbar. Ebenso gilt es, feste Rahmenbedingung, in denen sich die Gruppe bewegen kann, zu stecken. Dazu zählen Verabredungen wie Anfangs-, Pausen- und Endzeiten sowie eine feststehende Örtlichkeit und andere organisatorische Bedingungen.
In Bezug auf das zu behandelnde Thema, beispielsweise in einem Seminar, liegt erneut Verantwortung bei der Leitung. Zum einen sollte diese jeweils grundlegende Kenntnisse aufweisen und zum anderen eventuell Spezialisten einladen, wenn die eigenen Fähigkeiten zur Bearbeitung des gewählten Themas nicht genügen. Trotzdem müssen die zu behandelnden Inhalte von der Leitung vollständig akzeptiert und unterstützt werden, da sich eine abwehrende Haltung der Gruppenleitung auf die Teilnehmer übertragen würde und somit ein gutes und sinnhaftes Arbeiten verhindert.

## Ergebnisse zu sozialen Gruppenprozessen
Soziale Gruppenprozesse lassen sich in kurz- und längerfristige Prozesse einteilen. In der Praxis kommen sie als Prozesse der Gruppenentwicklung vor.
Solche Prozesse stehen in Bezug zur Gruppenarbeit: Ein positiver Ausgang einer seminarbezogenen Gruppenarbeit oder eines lernbezogenen Gruppenprozesses ist beispielsweise in der umfassenden Beschäftigung und Auseinandersetzung mit einem Thema zu sehen. Auch die Aufnahme von Wissen kann und sollte zumeist auch aus einer Gruppenarbeit hervorgehen.
Grundsätzlich ist dabei jedoch zu beachten, dass die einzelnen Mitglieder nur dann lernen, wenn sie sich in der Gruppe wohl fühlen. Ist eine Bedrohung oder ein Angriff auf die eigene Person zu spüren, wird es nicht zur Aufnahme von Wissen oder allgemein zur Integration in die Gruppe kommen.

## Ergebnisse zu wirtschaftlichen Gruppenprozessen
Bei wirtschaftlichen Gruppenprozessen stehen sachlich-rationale Tatbestände im Vordergrund, z. B. bei teilautonomen Produktionsgruppen, Fertigungsinseln, Verkäufergruppen in Unternehmen. Hier steht der ökonomische Bezug der Gruppenprozesse im Fokus und weniger das Lernen in Gruppen.
Prozessbeispiel: In einer Verkäufergruppe werden Verkaufsgespräche geführt, Interessen beim Kunden geweckt, Wünsche ausgelöst und Verkaufsabschlüsse getätigt, die den Umsatz eines Unternehmens steigern.
Werden Leistungen von betrieblichen Gruppen von einem Gruppenleiter zielbezogen geplant, realisiert und kontrolliert, kann von sachorientierter Teamführung gesprochen werden. Prozessorientierte Gruppenführung heißt, die Gruppenziele aus den Bereichszielen abzuleiten, die Wege zur Zielerreichung zu planen, das Geplante zu realisieren, zu kontrollieren und zu steuern.